# Canton de Châtelaillon-Plage
Le canton de Châtelaillon-Plage est une circonscription électorale française du département de la Charente-Maritime créée par le décret du 27 février 2014 et entrée en vigueur lors des élections départementales de 2015.

## Histoire
Un nouveau découpage territorial de la Charente-Maritime entre en vigueur en mars 2015, défini par le décret du 27 février 2014, en application des lois du 17 mai 2013 (loi organique 2013-402 et loi 2013-403). Les conseillers départementaux sont, à compter de ces élections, élus au scrutin majoritaire binominal mixte. Les électeurs de chaque canton élisent au Conseil départemental, nouvelle appellation du Conseil général, deux membres de sexe différent, qui se présentent en binôme de candidats. Les conseillers départementaux sont élus pour 6 ans au scrutin binominal majoritaire à deux tours, l'accès au second tour nécessitant 12,5 % des inscrits au 1er tour. En outre la totalité des conseillers départementaux est renouvelée. Ce nouveau mode de scrutin nécessite un redécoupage des cantons dont le nombre est divisé par deux avec arrondi à l'unité impaire supérieure si ce nombre n'est pas entier impair, assorti de conditions de seuils minimaux. En Charente-Maritime, le nombre de cantons passe ainsi de 51 à 27.
Cette réforme fait apparaître le canton de Châtelaillon-Plage, constitué de huit communes, issues des anciens cantons d'Aytré (2 communes), de La Jarrie (2 communes) et de Rochefort-Nord (4 communes). Ainsi découpé, le territoire du canton s'affranchit des limites d'arrondissements, avec initialement 4 communes incluses dans l'arrondissement de La Rochelle et 4 communes dans l'arrondissement de Rochefort. Ce décompte est modifié par l'arrêté du 30 décembre 2016 prenant effet au 1er janvier 2017 qui modifie le périmètre des arrondissements du département : le canton compte désormais 5 communes incluses dans l'arrondissement de La Rochelle et 3 dans l'arrondissement de Rochefort. Le bureau centralisateur est fixé à Châtelaillon-Plage.

## Représentation
| Période élective | Période élective | Mandat | Mandat   | Identité         | Nuance | Nuance | Qualité |
| ---------------- | ---------------- | ------ | -------- | ---------------- | ------ | ------ | --- |
| 2015             | 2021             | 2015   | 2021     | Sylvie Marcilly  |        | DVD    | Chef d'entreprise, maire de Fouras Vice-Présidente du Conseil départemental Ancienne conseillère générale du Canton de Rochefort-Nord                   |
| 2015             | 2021             | 2015   | 2021     | Stéphane Villain |        | LR     | Premier adjoint au maire de Châtelaillon-Plage (maire depuis 2020), Vice-Président du Conseil Départemental Ancien conseiller général du Canton d'Aytré |
| 2021             | 2028             | 2021   | en cours | Sylvie Marcilly  |        | HOR    | Conseillère sortante, Présidente du conseil départemental Conseillère municipale de Fouras                                                              |
| 2021             | 2028             | 2021   | en cours | Stéphane Villain |        | LR     | Conseiller sortant |

### Résultats détaillés

#### Élections de mars 2015
Lors des élections départementales de 2015, le binôme composé de Sylvie Marcilly et Stéphane Villain (UMP) est élu au 1er tour avec 51,99 % des suffrages exprimés, devant le binôme composé de Jean-Yves Gautier-Bret et Maryse Martin (PS) (25,17 %). Le taux de participation est de 54,95 % (9 528 votants sur 17 340 inscrits) contre 50,08 % au niveau départemental et 50,17 % au niveau national.

#### Élections de juin 2021
Le premier tour des élections départementales de 2021 est marqué par un très faible taux de participation (33,26 % au niveau national). Dans le canton de Châtelaillon-Plage, ce taux de participation est de 39,47 % (7 507 votants sur 19 019 inscrits) contre 33,83 % au niveau départemental. À l'issue de ce premier tour, deux binômes sont en ballottage : Sylvie Marcilly et Stéphane Villain (DVD, 63,8 %) et Gérard Dubois et Maryse Martin (DVG, 23,26 %).
Le second tour des élections est marqué une nouvelle fois par une abstention massive équivalente au premier tour. Les taux de participation sont de 34,3 % au niveau national, 34,56 % dans le département et 39,43 % dans le canton de Châtelaillon-Plage. Sylvie Marcilly et Stéphane Villain (DVD) sont élus avec 74,11 % des suffrages exprimés (5 329 voix pour 7 500 votants et 19 019 inscrits),,.

## Composition
Le nouveau canton de Châtelaillon-Plage comprend huit communes entières.
| Nom                                        | Code Insee | Intercommunalité   | Superficie (km2) | Population (dernière pop. légale) | Densité (hab./km2) | Modifier                                    |
| ------------------------------------------ | ---------- | ------------------ | ---------------- | --------------------------------- | ------------------ | ------------------------------------------- |
| Châtelaillon-Plage (bureau centralisateur) | 17094      | CA de La Rochelle  | 6,59             | 6 440 (2022)                      | 977                | modifier les données · modifier les données |
| Angoulins                                  | 17010      | CA de La Rochelle  | 7,86             | 4 147 (2022)                      | 528                | modifier les données · modifier les données |
| Fouras                                     | 17168      | CA Rochefort Océan | 9,51             | 4 124 (2022)                      | 434                | modifier les données · modifier les données |
| Île-d'Aix                                  | 17004      | CA Rochefort Océan | 1,19             | 196 (2022)                        | 165                | modifier les données · modifier les données |
| Saint-Laurent-de-la-Prée                   | 17353      | CA Rochefort Océan | 27,51            | 2 285 (2022)                      | 83                 | modifier les données · modifier les données |
| Saint-Vivien                               | 17413      | CA de La Rochelle  | 8,27             | 1 411 (2022)                      | 171                | modifier les données · modifier les données |
| Salles-sur-Mer                             | 17420      | CA de La Rochelle  | 14,03            | 2 427 (2022)                      | 173                | modifier les données · modifier les données |
| Yves                                       | 17483      | CA de La Rochelle  | 25,75            | 1 508 (2022)                      | 59                 | modifier les données · modifier les données |
| Canton de Châtelaillon-Plage               | 1703       |                    | 100,71           | 22 538 (2022)                     | 224                | modifier les données                        |

## Démographie
En 2022, le canton comptait 22 538 habitants, en évolution de +7,33 % par rapport à 2016 (Charente-Maritime : +4,04 %, France hors Mayotte : +2,11 %).
| 2013   | 2018   | 2022   |
| ------ | ------ | ------ |
| 20 684 | 21 231 | 22 538 |